# Māris Krakops
Māris Krakops (nascut el 3 d'abril de 1978) és un jugador d'escacs letó, que té el títol de Gran Mestre des de 1998. És advocat de professió, i des de 2003 participa rarament en competicions d'escacs.
Tot i que es troba pràcticament retirat de la competició des de 2008, a la llista d'Elo de la FIDE d'abril de 2015, hi tenia un Elo de 2510 punts, cosa que en feia el jugador número 7 de Letònia. El seu màxim Elo va ser de 2530 punts, a la llista de juliol de 1997 (posició 267 al rànquing mundial).

## Resultats destacats en competició
Māris Krakops va començar a jugar seriosament als escacs el 1992 quan va participar en el campionat júnior obert de la Unió Soviètica a Jūrmala.
El 1994 aconseguí el segon lloc al campionat del món Sub-16 a Szeged, Hongria (el campió fou Péter Lékó). El 1994 va aconseguir el títol de Mestre Internacional.
El 1995 fou 8è al Campionat del món Sub-18 a Guarapuava, Brasil, i va repetir el lloc al campionat del món Sub-20 a Siófok, Hongria. El 1998 es proclamà campió de Letònia. El 2000 va guanyar el Troll Masters a Gausdal, Noruega i el 2001 fou segon a Patras, Grècia.

### Participació en competicions per equips
El 2001 Māris Krakops fou el segon millor tercer tauler al 13è campionat d'Europa per equips a León.
Māris Krakops ha jugat, representant Letònia, a les següents olimpíades d'escacs:
- El 1998, al segon tauler a la 33a Olimpíada a Elistà (+6, =3, -2);
- El 2000, al segon tauler a la 34a Olimpíada a Istanbul (+2, =3, -2);
- El 2002, al quart tauler a la 35a Olimpíada a Bled (+3, =1, -2).

Māris Krakops també ha representat Letònia al Campionat d'Europa d'escacs per equips:
- El 1997, al tauler suplent a Pula (+2, =5, -0);
- El 1999, al segon tauler a Batumi (+2, =4, -3);
- El 2001, al tercer tauler a León (+5, =1, -2).